# Ditrichocorycaeus americanus
Ditrichocorycaeus americanus is een eenoogkreeftjessoort uit de familie van de Corycaeidae. De wetenschappelijke naam van de soort is voor het eerst geldig gepubliceerd in 1949 door Wilson M.S..